# Tuomo Turunen
Tuomo Turunen (ur. 30 sierpnia 1987 w Kuopio) – fiński piłkarz występujący na pozycji obrońcy. Od 2015 jest zawodnikiem klubu FC Honka.

## Kariera klubowa
Turunen zawodową karierę rozpoczynał w 2003 roku w klubie FC KooTeePee. W Veikkausliidze zadebiutował 26 czerwca 2003 roku w przegranym 1:2 meczu z FC Hämeenlinna. W KooTeePee spędził 4 sezony, w tym czasie rozgrywając tam 38 spotkań i zdobywając 3 bramki.
W 2007 roku Turunen został graczem klubu FC Honka. Pierwszy ligowy mecz zaliczył tam 22 kwietnia 2007 roku przeciwko MyPa (2:1). W 2007 oraz w 2008 roku wystąpił z zespołem w finale Pucharu Finlandii, jednak Honka przegrywała z Tampere United (2007) i z HJK Helsinki (2008). W 2008 roku Turunen z drużyną wywalczył także wicemistrzostwo Finlandii.
W 2009 roku przeszedł do szwedzkiego IFK Göteborg. W Allsvenskan pierwszy występ zanotował 30 sierpnia 2009 roku w wygranym 4:0 pojedynku z IF Elfsborg. W tym samym roku wywalczył z zespołem wicemistrzostwo Szwecji. W 2010 roku Turunen odszedł do Trelleborgs FF, również grającego w Allsvenskan. Następnie w 2012 przeszedł do Interu Turku. W 2014 roku grał w KTP Kotka, a w 2015 wrócił do Honki.

## Kariera reprezentacyjna
W reprezentacji Finlandii Turunen zadebiutował 4 lutego 2009 roku w przegranym 1:5 towarzyskim meczu z Japonią.